# Gonia (Korinthia)

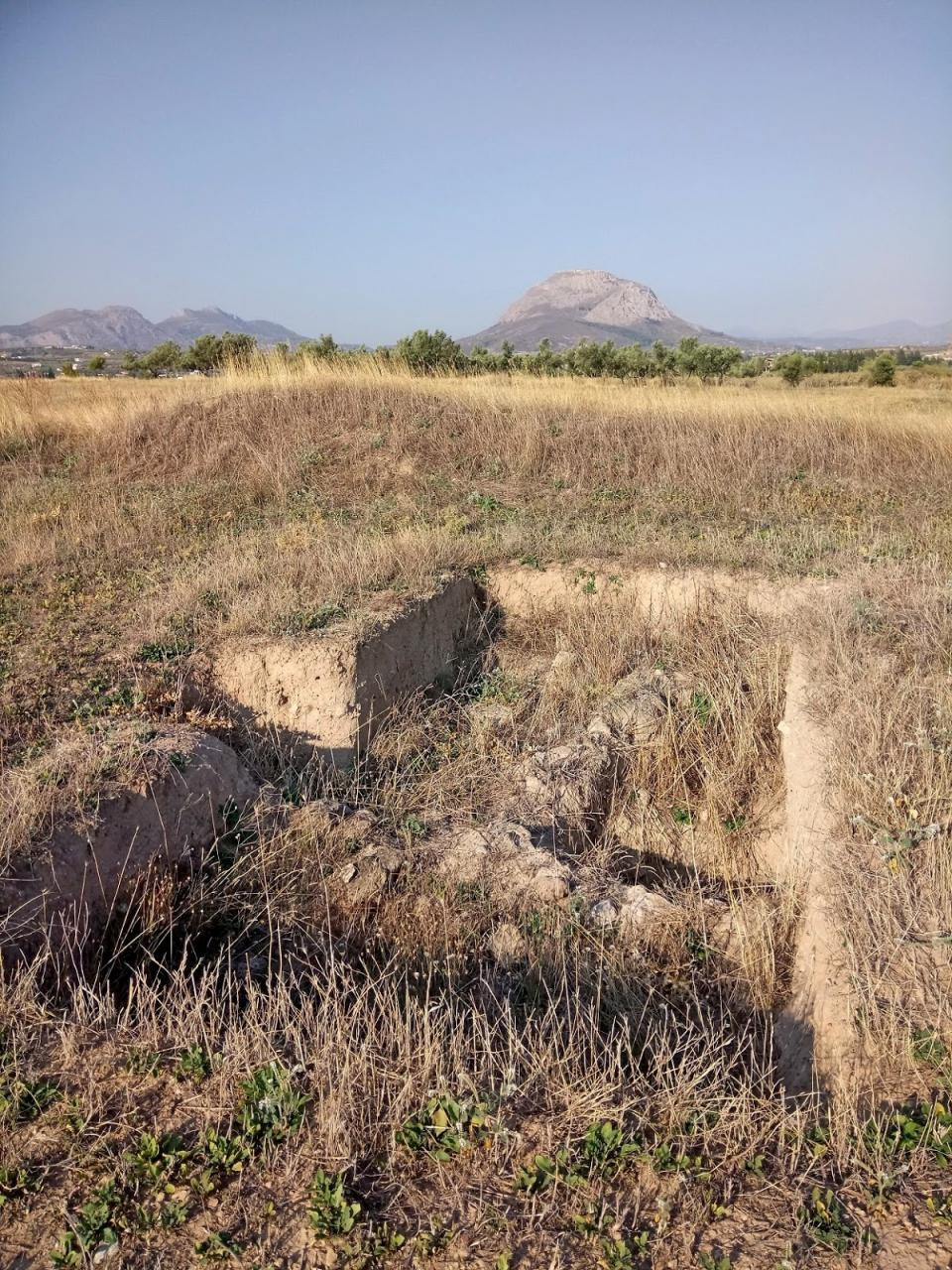
Bronzezeitliche Mauern in Gonia

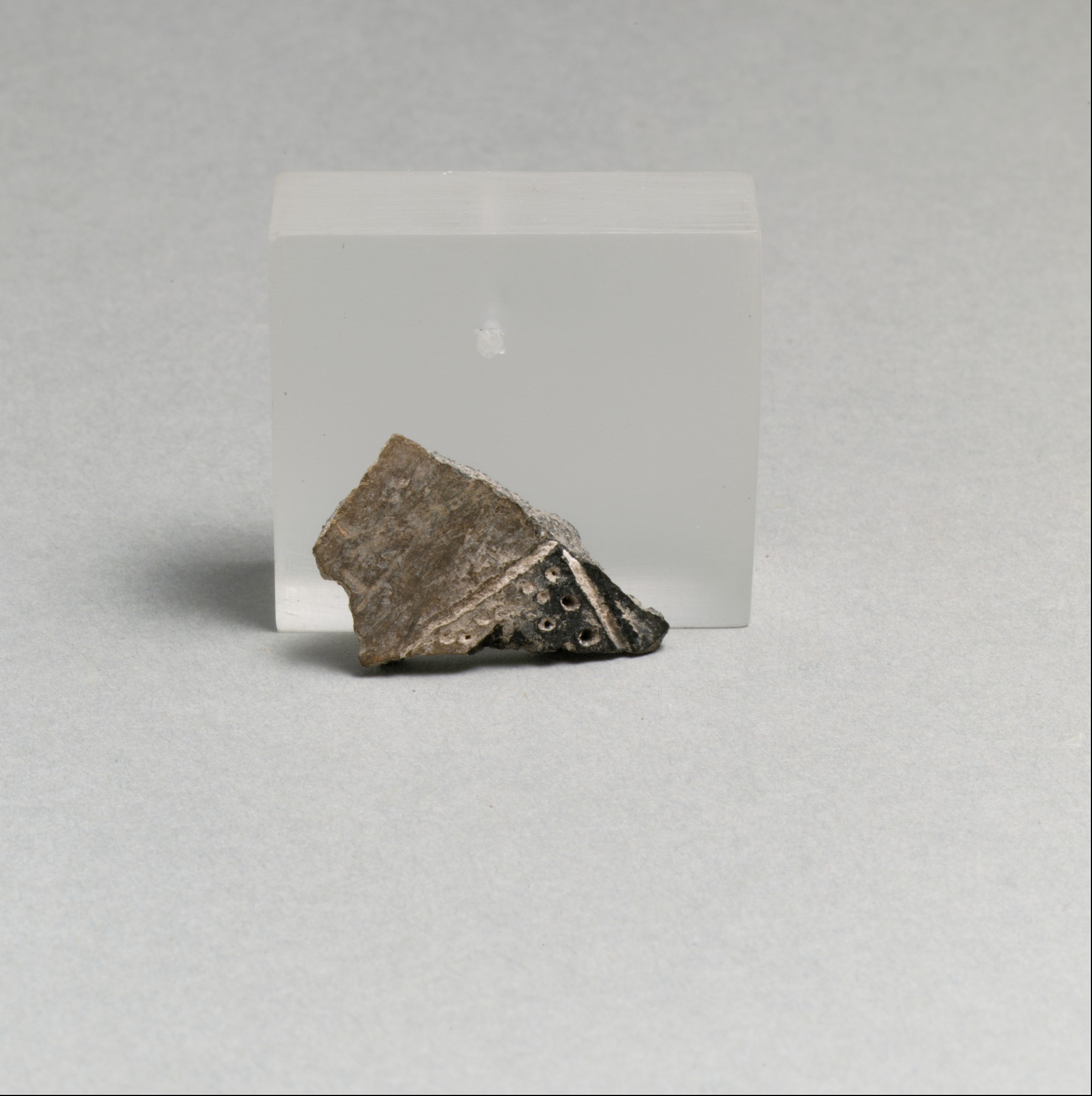
Keramikscherbe mit Punktverzierung (Erste Neolithische Periode)

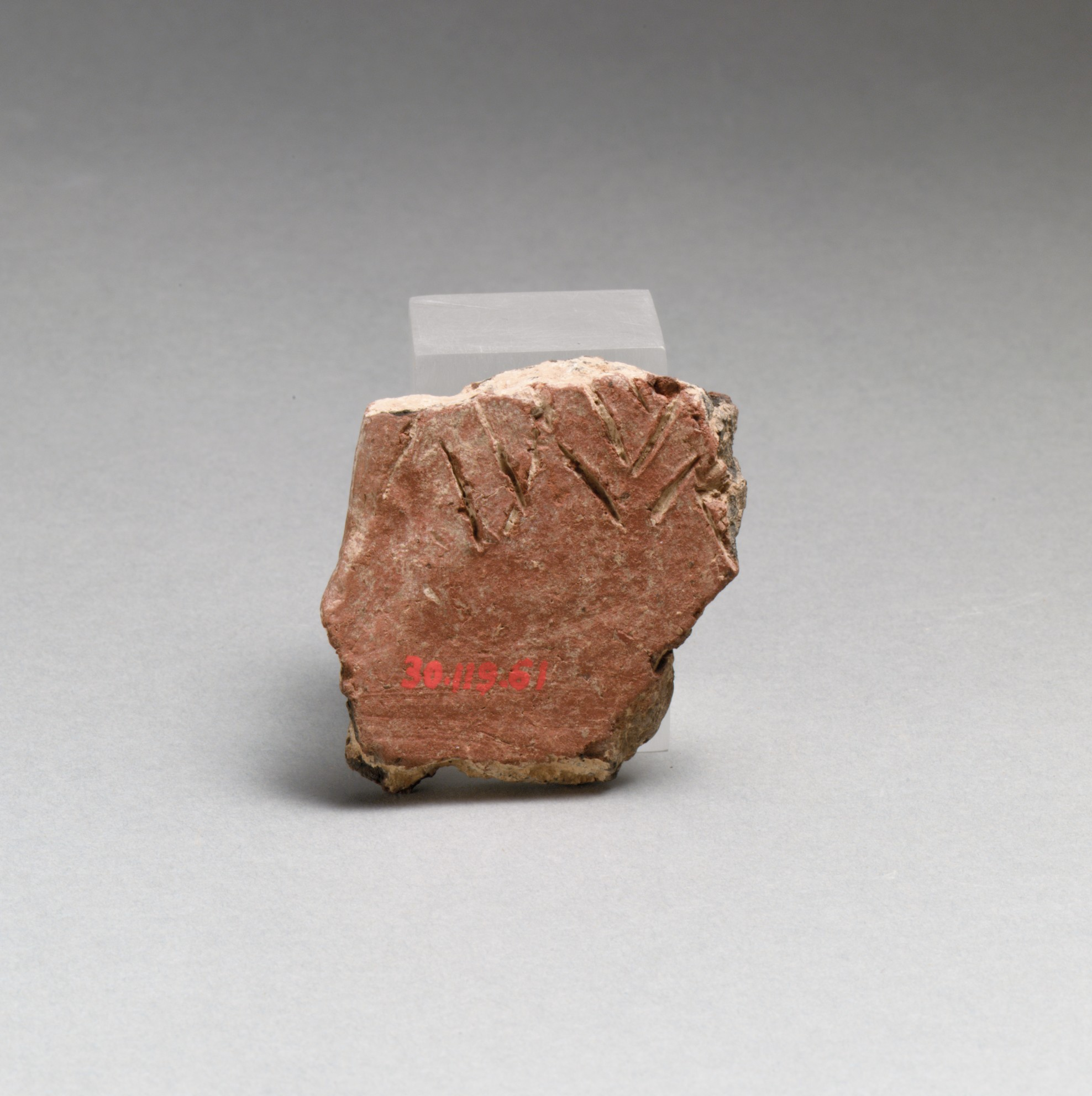
Keramikscherbe mit Ritzverzierung (Zweite Neolithische Periode; 4000–3000 v. Chr.)

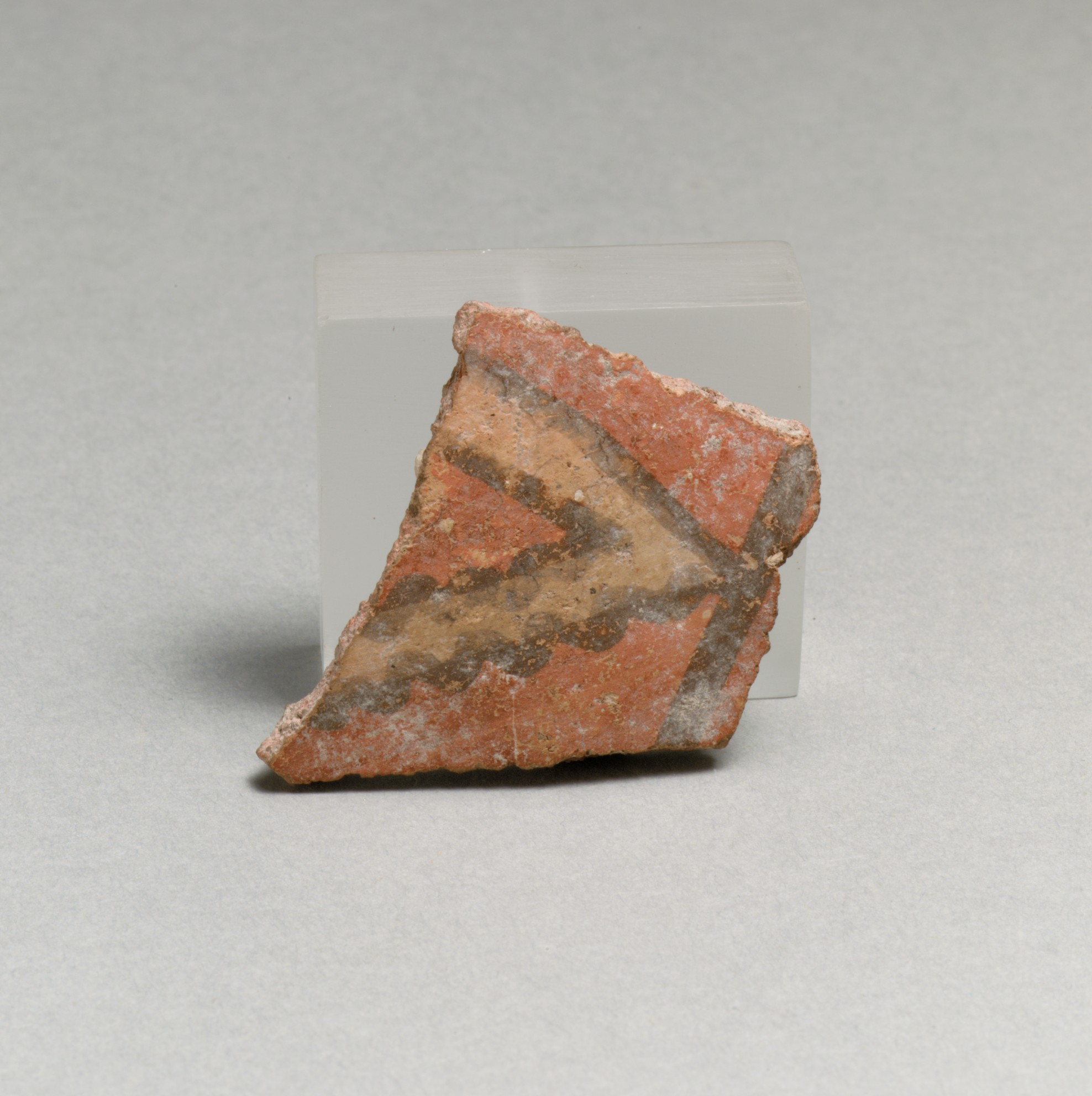
Polychrome Keramikscherbe (Neolithisch oder Frühhelladisch; 4000–3000 v. Chr.)

Gonia (griechisch Γωνιά (f. sg.) = Ecke) ist eine archäologische Stätte auf dem gleichnamigen Plateau in der Korinthia in Griechenland. Die vorgeschichtlichen Funde reichen von dem Neolithikum bis in die Mykenische Zeit. Etwa 400 m westlich befindet sich die archäologische Stätte Yiriza und bei der etwa 130 m nordwestlich gelegenen Kirche Agios Athanasios fand man mykenische Kammergräber.

## Beschreibung der Stätte
Das Kalksteinplateau liegt 1 km nördlich von Examilia und 4 km östlich von Archea Korinthos. Es hat in etwa die Form eines gleichschenkligen Dreiecks – worauf wahrscheinlich auch der Namen zurückzuführen ist. Die etwa westöstliche Ausdehnung beträgt etwa 410 m. Von Norden bis zur südlichen Spitze beträgt der Abstand 170 m. Gonia erhebt sich etwa 20 m über die Ebene und fast überall fällt das Gelände steil ab. Nur im südwestlichen Teil gibt es einen flachen Anstieg. Etwa in der Mitte des südöstlichen Schenkels gibt es einen Einschnitt, über den man bequem zum Plateau gelangen kann. Auch gegenüber an der nördlichen Seite gibt es einen zweiten, jedoch schmaleren Einschnitt. Diese Einschnitte sind entweder durch Erosion entstanden oder von Menschen angelegt worden. Sie dienten vermutlich in der Antike als Zugang zur Siedlung. Möglicherweise gab es einen dritten Eingang im südwestlichen Bereich.

## Erforschung
Vom 1. bis zum 18. August 1916 führte der US-amerikanische Archäologe Carl Blegen hier Versuchsgrabungen durch. Hierbei legte man 21 Grabungsschnitte von etwa 1,50 × 4–5 m an. Die Ergebnisse der Grabung wurden nur 1930 in einem vorläufigen Bericht in den Metropolitan Museum Studies veröffentlicht. 2003 führte der Griechische Archäologische Service Ausgrabungen durch.

## Ergebnisse
Die ältesten Funde stammten aus der Jungsteinzeit. Hierunter befanden sich auch Tonscherben, die der ersten und der zweiten Thessalischen Phase entsprechen. Unter anderem fand man auch polychrom bemalte Scherben, die Keramik aus Dimini nachahmten. Man entdeckte jedoch kaum bauliche Reste aus der Jungsteinzeit.
Aus dem folgenden Frühhelladikum fand man Mauern und sogar ein Haus mit drei oder vier hintereinander liegenden Räumen. Die Gebäude, die man fand, waren alle einfache Wohnhäuser. Dies trifft auch für die baulichen Reste aus den folgenden Epochen zu. Blegen wies jedoch darauf hin, dass der untersuchte Bereich recht klein war und man vielleicht einen eventuell vorhandenen Palast verfehlt haben könnte. Es wurden auch eine Anzahl frühhelladische Bothroi entdeckt. Sie waren mit Lehm verputzt. In einem Haus fand man zwei Bothroi dicht nebeneinander. Beide enthielten verkohlte Rückstände. Der Lehmputz war jedoch nicht gebrannt. In dem größeren Bothros fand man außerdem fünf ganze Tongefäße. Vermutlich dienten die Bothroi als Vorratsgruben und wurden mit Holzdeckeln abgedeckt.
Die Mauern der Häuser aus mittelhelladischer Zeit waren aus kleinen, unbehauenen Steinen, die in Lehm verlegt waren, gebaut und hatten eine Dicke von etwa 0,45 m und eine Höhe von 0,6 m. Etwa 0,3 m der Mauer lagen unter dem Niveau des Fußbodens und dienten als Fundament. Auf dem Mauersockel aus Stein erhoben sich früher Mauern aus ungebrannten Lehmziegeln. Man fand noch viele zerfallene und wenige intakte Lehmziegel. In den Vorhöfen und unter den Fußböden der Häuser legte man sieben Gräber aus mittelhelladischer Zeit frei.
Grab I war ein einfacher Schacht von 1,25 × 0,62 m mit nordsüdlicher Ausrichtung. Der Tote, ein Erwachsener, war in kontraktierter Haltung, auf der linken Seite liegend, mit dem Kopf nach Süden und mit Blick nach Westen beigesetzt. Die Hände lagen vor dem Gesicht. Als Grabbeigaben fand man Grauminysche Tonscherben und einen kleinen Krug neben dem Kopf. Grab II war nur einen halben Meter entfernt und war 1,05 × 0,55 m groß. Es hatte jedoch eine westöstliche Ausrichtung. Hier lag auch ein Erwachsener in kontraktierter Haltung auf der linken Seite liegend begraben. Der Kopf war im Westen und der Blick nach Norden. In Grab III war ein Kind in halbsitzender Position mit dem Kopf nach Süden begraben. Grab IV war 0,90 × 0,90 m groß. Die südöstliche und südwestliche Seite des Grabes bestand aus einer Mauerecke eines frühhelladischen Hauses. Die gegenüberliegenden Seiten waren aus ungebrannten Ziegeln von 0,45 m Länge und 0,15 m Dicke gebaut. Der Boden bestand aus Lehm. Ein Erwachsener war in halbsitzender Position im westlichen Teil des Grabes abgelegt worden. Da seine Hände die Leistenregion bedeckten, vermutete Blegen, dass er möglicherweise nackt beigesetzt wurde. Grab V war ein kleines, schlecht erhaltenes Kindergrab. Auch Grab VI war schlecht erhalten. Grab VII war eine gut erhaltene Steinkiste mit niedrigen Seitenwänden aus kleinen Steinen mit Lehm von 1,35 × 0,83 m und nordsüdlicher Ausrichtung. Es hatte einen Boden aus Lehm und war vermutlich mit grob behauenen Steinen und ungebrannten Lehmziegeln überdacht. Im Süden bedeckte es eine große Steinplatte. Im Grab fand man zwei Skelette nebeneinander liegend. Sie lagen beide auf der linken Seite mit Kopf im Süden, Blick nach Westen, nur leicht angezogenen Beinen und den Händen vor dem Gesicht. Man vermutete, dass es sich bei den beiden um ein Ehepaar handelte. Das östliche, größere hielt man für den Mann. Neben dem kleineren fand man drei Haarnadeln aus Knochen.
Aus dem Späthelladikum legte man ein größeres Haus frei. Der Fußboden bestand aus Kieselsteinen oder Tonscherben und darüber einer Schicht festgestampfter Lehm.